# Neostereopalpus
Neostereopalpus is een geslacht van kevers van de familie snoerhalskevers (Anthicidae).

## Soorten
- N. imasakai Nakane, 1983
- N. kvushuensis Nakane, 1975
- N. niponicus (Lewis, 1895)
- N. oitaensis Nakane, 1983